# Fiodor Zabielin
Fiodor Zabielin (ros. Фёдор Забелин, ur. 27 maja 1888 w Petersburgu) – rosyjski gimnastyk, olimpijczyk.
Uczestniczył w rywalizacji na V Igrzyskach olimpijskich rozgrywanych w Sztokholmie w 1912 roku. Startował tam w jednej konkurencji gimnastycznej – w wieloboju indywidualnym. W łącznej klasyfikacji zajął czwarte wśród zawodników rosyjskich, czterdzieste drugie miejsce, zdobywając 76,25 punktu. Był ostatnim z klasyfikowanych zawodników.